# Scutellaria kamelinii
Scutellaria kamelinii là một loài thực vật có hoa trong họ Hoa môi. Loài này được M.N.Abdull. miêu tả khoa học đầu tiên năm 1994.